# Jíno
Jíno je malá vesnice, část města Švihov v okrese Klatovy v Plzeňském kraji. Nachází se asi 3,5 kilometru severovýchodně od Švihova. Protíná ji silnice II/182. Jíno je také název katastrálního území o rozloze 1,46 km².

## Historie
První písemná zmínka o vesnici pochází z roku 1336.
Další zmínka je o prodeji vesnice Jína, mimo panský mlýn, Něprovi z Roupova v roce 1384. Mlýn v roce 1547 prodal Jindřich Švihovský z Rýzmberka Jindřichu Mladotovi z Jilmanic. Po bitvě na Bílé hoře bylo Jíno v roce 1823 prodáno Kronbergům z Bavorska. V roce 1622 bylo v obci pět sedláků, mlynář a šenkýř.
Berní rula z roku 1654 uvádí, že pod panství Poříčské patřili ze vsi jeden sedlák a jeden chalupník, pod spojené panství Roupov a Žinkovy patřilo pět sedláků. Ves Jíno byla později prodána a připojena k Červenému Poříčí celá. V roce 1700 žilo ve vesnici 72 obyvatel a v roce 1730 vzrostl počet na 106 obyvatel.
Historická jména vesnice, uváděná v listinách, byla Junín, Jíma, Gino, Gynín; byl zde uváděn i poplužní dvůr o rozloze 121 ha.
Ottův slovník naučný uvádí k roku 1890 (pod jménem Jinín) 20 domů a 128 obyvatel. Další alternativní jména tam uvedená jsou Jenín a Jiníno.
Na přelomu 19. a 20. století vesnice Jíno patřila pod římskokatolickou farnost v Nezdicích a měla 145 obyvatel. Dne 8. května 1913 propukl v obci požár, při kterém shořelo devět usedlostí. Požár byl bez lidských obětí.
Od roku 1862 děti z Jína chodily do školy v Nezdicích.

### Povodně
Jíno postihlo několik povodní. K první popsané povodni došlo v roce 1839, kdy rozvodněný Vlčí potok poničil část vsi. V roce 1889 se přes vesnici přehnala velká bouře, která zvedla hladinu Vlčího potoka. Povodeň (Jánská povodeň) zničila sedm domů úplně a dvacet poškodila v různé míře. Zahynulo 24 osob. Vážně poškozena byla i kaple postavená v roce 1877. Další povodeň následovala hned v roce 1890; byla při ní zničena úroda na polích. Při této povodni nebyly oběti na životech. V červenci 1926 byla obec zasažena povodní z rozvodněné řeky Úhlavy a naposledy v roce 2002. V letech 1907–1910 byl Vlčí potok regulován.

## Obyvatelstvo
| Rok            | 1869 | 1880 | 1890 | 1900 | 1910 | 1921 | 1930 | 1950 | 1961 | 1970 | 1980 | 1991 | 2001 | 2011 | 2021 |
| -------------- | ---- | ---- | ---- | ---- | ---- | ---- | ---- | ---- | ---- | ---- | ---- | ---- | ---- | ---- | ---- |
| Počet obyvatel | 145  | 142  | 128  | 144  | 145  | 135  | 101  | 84   | 70   | 62   | 50   | 33   | 32   | 18   | 27   |
| Počet domů     | 22   | 24   | 20   | 20   | 20   | 18   | 18   | 19   | 20   | 18   | 17   | 18   | 17   | 17   | 17   |

## Obecní správa
Při sčítání lidu v letech 1850–1959 Jíno bylo samostatnou obcí v okrese Přeštice. V letech 1960–1976 bylo částí obce Červené Poříčí v okrese Klatovy. Od 30. dubna 1976 do 23. listopadu 1990 bylo částí města Švihov v okrese Klatovy. Od 24. listopadu 1990 do 31. prosince 2001 bylo znovu obcí v okrese Klatovy. Od 1. ledna 2002 je opět částí města Švihov v okrese Klatovy. V letech 1850–1959 k obci patřily Stropčice.

## Pamětihodnosti

### Usedlost čp. 19
Památkově chráněnou usedlost čp. 19 tvoří obytný dům, stodola, chlévy a pozdně empírová brána s brankou. Celistvost památky narušila roku 2015 demolice roubeného špýcharu, jehož výstavba byla pomocí dendrochronologie datována do let 1692–1694.

### Kaple Panny Marie
V roce 1763 byla postavena zvonička. Zvon jménem Svatý Urban byl ulit v Plzni. V roce 1877 byla přestavěna na kapli. Při Jánské povodni byla značně poškozena a oltář odnesla velká voda. V roce 1890 byla postavena nová kaple uprostřed vesnice a 26. listopadu 1890 byla zasvěcena Panně Marii a stala se filiální kaplí římskokatolické farnosti v Nezdicích. Do věžičky byly zavěšeny dva zvony, jeden o hmotnosti 12,5 kilogramu, druhý o hmotnosti 35 kilogramů. V roce 1916 byl menší zabaven pro válečné účely a druhý ukryt. Ten však byl odevzdán za druhé světové války. V roce 1946 byl pořízen nový zvon.